# Németország Kommunista Pártja
Németország Kommunista Pártja (németül Kommunistische Partei Deutschlands – KPD) egy kommunista párt volt Németországban 1918 és 1968 között. Jelentős, meghatározó szerepe volt megalakulásától 1933-ig, majd kis párt a második világháború utáni Nyugat-Németországban.

## Története

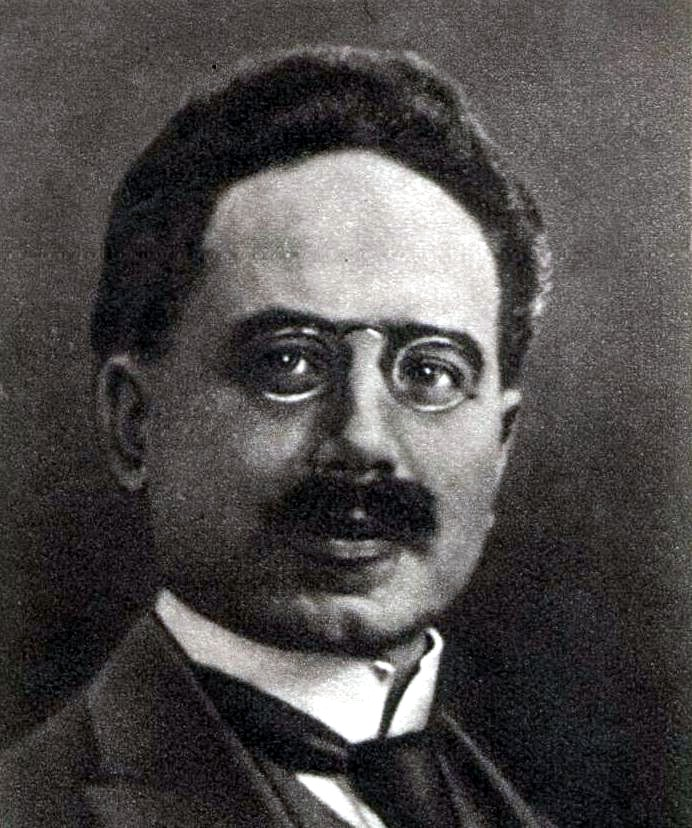
Karl Liebknecht (*1871, †1919)

Az első világháború előestéjén Németország Szociáldemokrata Pártja (SPD) volt a legfontosabb baloldali ellenzéki párt. Azonban az SPD támogatta a háborút.
A párt háborút ellenző balszárnyának kiemelkedő politikusai Rosa Luxemburg és Karl Liebknecht voltak. További tagok: Franz Mehring, Julian Balthasar Marchlewski, Ernst Meyer, Hermann Duncker, Wilhelm Pieck, Leo Jogiches, valamivel később Clara Zetkin. A háború mellett az SPD-ben legerőteljesebben egy korábbi marxista csoport érvelt, amelyet Heinrich Cunow, Paul Lensch és Konrad Haenisch vezetett.
A háborút ellenző baloldali belső pártellenzék 1917-ben elszakadt és megalapította saját szervezeteit, a Németország Független Szociáldemokrata Pártját (USPD) és a Spartakus-csoportot.
Az 1918-as novemberi forradalom után a Rosa Luxemburg vezette baloldaliak és a spartakisták létrehozták a kommunista pártot.
Németország Kommunista Pártját az 1918. december 29. és december 31. közt megtartott konferencián alapították. A konferencián több baloldali forradalmi csoport vett részt. A Spartakus-szövetség volt a meghatározóbb csoport, és tőlük származik a párt neve. A párt marxista–leninista elkötelezettségű volt és az 1930-as években teljesen lojális Sztálin Szovjetuniójához.
A weimari köztársaság idején a KPD a választásokon 10–15% közti eredményeket ért el, képviselőket küldött a Reichstagba és a tartományok parlamentjeibe.
Adolf Hitler nemzetiszocialista rezsimje alatt a pártot betiltották. A KPD az illegalitásban tovább működött, de súlyos veszteségeket szenvedett. A második világháború után újraélesztették és az 1949-es első Bundestag választásokon képviselői helyeket is szerzett, de miután Kelet-Németországban megalapították a kommunista államot, a KPD támogatottsága összeomlott. 1956-ban betiltották és történetének 1968-ban véget vetett az új, legális Német Kommunista Párt (DKP) megalapítása.

## Elnökök
- Karl Liebknecht és Rosa Luxemburg
- Leo Jogiches
- Paul Levi
- Paul Levi és Ernst Däumig
- Heinrich Brandler és Walter Stoecker
- Ernst Meyer(wd)
- Heinrich Brandler
- Hermann Remmele
- Arkadi Maslow(wd)
- Ruth Fischer
- Ernst Thälmann
- John Schehr(wd)
- Wilhelm Pieck
- Max Reimann

## Egykori tagjai
Lásd a KPD-tagok kategóriáját!

## Egyéb források
- KPD 1918-1933 Archiválva 2010. november 8-i dátummal a Wayback Machine-ben
- Protokoll 1918-as kiadása
- Plakátok és dokumentumok a KPD-ről 1945-ig
- A KPD felhívása 1945. június 11-én
- 50 éves a KPD